# Hotel Histria
Hotel Histria jedan je od hotela u pulskom turističkom naselju Punta Verudeli smješten nasuprot otoka Verude u Verudskome kanalu. Najveći je pulski hotel i otvoren je cijele godine. Osim soba i apartmana za odmor hotel Histria posjeduje veliku kongresnu dvoranu sa 700 mjesta, pa je česta destinacija kongresnoga turizma. Udaljen je 4 kilometra od centra Pule.
Vlasnik hotela je Arenaturist koji djeluje u sklopu hotelskoga lanca Park Plaze.

## Više informacija
- Verudela

## Vanjske poveznice
- Službene stranice hotela  Arhivirana inačica izvorne stranice od 2. rujna 2011. (Wayback Machine)